# Моя жизнь (фильм, 1950)
«Моя жизнь» (кит. трад. 我這一輩子, упр. 我这一辈子, палл. Во чжэ и бэй цзы) — китайский чёрно-белый художественный фильм 1950 года, снятый режиссёром Ши Хуэем по мотивам одноимённой повести Лао Шэ на киностудии Вэньхуа. Премьера состоялась в октябре 1950 года.

## Сюжет
Описывает историю старого патрульного в капиталистическом обществе — «Я», который всю жизнь был честным, ответственным и осторожным, но в старости стал беден и умер от холода и голода на улице.
Главный герой, которому было чуть больше двадцати лет, потерял работу. Благодаря помощи соседа-полицейского Чжао он тоже стал патрульным полицейским. Работа оказалась не из лёгких. Действие фильма происходит в годы войны и смут, когда люди были в отчаянном положении, цинское правительство, военачальники, иностранцы, патриотическая молодежь, Гоминьдан… Герой видит всю расточительность и коррумпированность чиновников. Со временем он знакомиться со студенческим лидером Сунь Юанем, который неустанно трудится с целью создания Нового Китая.
Герой фильма, простой человек, оказавшийся на дне общества, хочет пожить стабильной жизнью хоть несколько дней. Но как в эту несчастливую эпоху обычные люди могут жить мирной жизнью?

## В главных ролях
- Ши Хуэй — «Я»
- Вэй Хелин — ветеран Чжао
- Ли Вэй — Хай Фу
- Ченг Чжи — Ху Ли
- Цуй Чаомин — Сунь Юань

## Признание
После выхода лента стала самым кассовым фильмом в Китае в 1950 году. В 1955 году фильм получил вторую премию в номинации за лучший фильм Министерства культуры Китайской Народной Республики.
Внесён в список 100 лучших китайских кинолент по версии Гонконгской кинопремии.